# 郭廷藩
郭廷藩（1905年—1993年），男，甘肃正宁人，中华人民共和国政治人物，曾任青海省政协副主席，第五届全国政协委员。